# Hoosh
El hoosh (ocasionalment escrit hooch) és un guisat espès fet de pemmican (una barreja de carn seca, greix i cereals) o una altra carn, espessidors, com ara galetes mòltes, i aigua.
Va ser l'aliment comú de les expedicions antàrtiques de principis del segle xx. El van fer servir, per exemple, les expedicions Terra Nova de Robert Falcon Scott (1910–1913) i Endurance d'Ernest Shackleton (1914–1917).
De vegades, el terme també s'utilitzava per a les racions d'aliments mixtes dels ponis i mules en el context de l'exploració polar (per exemple, apareix al llibre The Worst Journey in the World d'Apsley Cherry-Garrard).